# یواس‌اس میموسا (ای‌ان-۲۶)
یواس‌اس میموسا (ای‌ان-۲۶) (به انگلیسی: USS Mimosa (AN-26)) یک کشتی بود که طول آن ۱۶۳ فوت ۲ اینچ (۴۹٫۷۳ متر) بود. این کشتی در سال ۱۹۴۱ ساخته شد.